# 메이디 노먼
메이디 노먼(Maidie Norman, 1912년 10월 16일 ~ 1998년 5월 2일)은 미국의 영화배우, 연극 배우, 텔레비전 배우, 교사이다.

## 영화
- 사이드 바이 사이드 (1988년)
- 할로윈 3 (1983년)
- 뿌리 - 그 다음 세대 (1979년)
- 무비 무비 (1978년)
- 에어포트 77 (1977년)
- 여형사 페페 (1974년)
- 모리 (1973년)
- 더 파이널 컴다운 (1972년)
- 닥터 웰비 (1969년)
- 제12순찰대 (1968년)
- 아이언 사이드 (1967년)
- 사건비화 (1967년)
- 포 포 텍사스 (1963년)
- 제인의 말로 (1962년)
- 바람에 쓴 편지 (1956년)
- 매드 앳 더 월드 (1955년)
- 타잔 - 고든 스콧 편 1 (1955년)
- 어바웃 미스터 레슬리 (1954년)
- 수잔은 여기 자고 있다 (1954년)
- 이그젝티브 쉬트 (1954년)
- 토치 송 (1953년)
- 웰 (1951년)